# Tis u Luk
Tis u Luk (německy Tiess) je zaniklá vesnice blízko jižní hranice vojenského újezdu Hradiště v okrese Karlovy Vary. Stála v Doupovských horách pět kilometrů severovýchodně od Bochova v nadmořské výšce okolo 690 metrů. Na rozdíl od jiných vesnic, které zanikly kvůli zřízení vojenského újezdu, je místo, kde Tis u Luk stával, volně přístupné.

## Název
Vesnice svůj název získala podle výrazného stromu. V historických pramenech se objevuje ve tvarech: Tiß (1579) nebo Tysz a Tisz (1847).

## Historie
První písemná zmínka o Tisu je z roku 1487, kdy vesnice patřila k panství hradu Hartenštejn. Později náležela k Andělské Hoře a v roce 1588 k Verušičkám. Po třicetileté válce ve vsi podle berní ruly z roku 1654 žilo v zanedbaných domech šest sedláků a dva poddaní bez pozemků. Dohromady měli osmnáct potahů a chovali devět krav, 23 jalovic, tři ovce, deset prasat a dvanáct koz. Jednomu ze sedláků patřil rybník. Lidé na kamenitých polích pěstovali žito a pšenici, což byl spolu s chovem dobytka hlavním zdroj obživy. Vesnice tehdy tvořila součást panství Luka. Před polovinou devatenáctého století stával pod vesnicí Maxův mlýn, od kterého vedla cesta do Radošova.

## Přírodní poměry
Tis u Luk stával v katastrálním území Bražec u Těšetic v okrese Karlovy Vary, asi pět kilometrů severovýchodně od Bochova. Nacházel se v nadmořské výšce okolo 690 metrů mezi Tiským vrchem (731 metrů) a bezejmennou kótou s výškou 736 metrů. V údolí východně od vesnice protéká Malá Trasovka. Oblast leží na jižním okraji Doupovských hor, konkrétně v jejich okrsku Hradišťská hornatina. Půdní pokryv tvoří kambizem eutrofní.
V rámci Quittovy klasifikace podnebí Tis stál v mírně teplé oblasti MT3, pro kterou jsou typické průměrné teploty −3 až −4 °C v lednu a 16–17 °C v červenci. Roční úhrn srážek dosahuje 600–750 milimetrů, počet letních dnů je 20–30, počet mrazových dnů se pohybuje od 130 do 160 a sněhová pokrývka zde leží 60–100 dnů v roce.

## Obyvatelstvo
Při sčítání lidu v roce 1921 zde žilo 105 obyvatel (z toho 46 mužů) německé národnosti a římskokatolického vyznání. Podle sčítání lidu z roku 1930 měla vesnice 92 obyvatel s nezměněnou národnostní a náboženskou strukturou.
|           | 1869 | 1880 | 1890 | 1900 | 1910 | 1921 | 1930 | 1950 |
| --------- | ---- | ---- | ---- | ---- | ---- | ---- | ---- | ---- |
| Obyvatelé | 121  | 122  | 116  | 113  | 111  | 105  | 92   | 49   |
| Domy      | 21   | 21   | 20   | 20   | 20   | 20   | 20   | 20   |

## Obecní správa
Po zrušení patrimoniální správy se Tis u Luk v roce 1850 stal obcí. Obec bývala součástí okresu Žlutice. Vesnice zanikla po roce 1950, kdy se stala součástí vojenského újezdu v okrese Karlovy Vary. Od 1. ledna 2016 se nachází ve správním území obce Bražec.

## Pamětihodnosti
Jedinou církevní stavbou ve vsi bývala původně gotická kaple Panny Marie, která byla v sedmnáctém století přestavěna v barokním slohu. Měla obdélný půdorys. Boční stěny prolamovaly dvojice segmentem zakončených oken a dovnitř se vstupovalo obdélnými dveřmi. Nad nimi ze střechy vybíhala vížka zakončená lucernou.

## Galerie

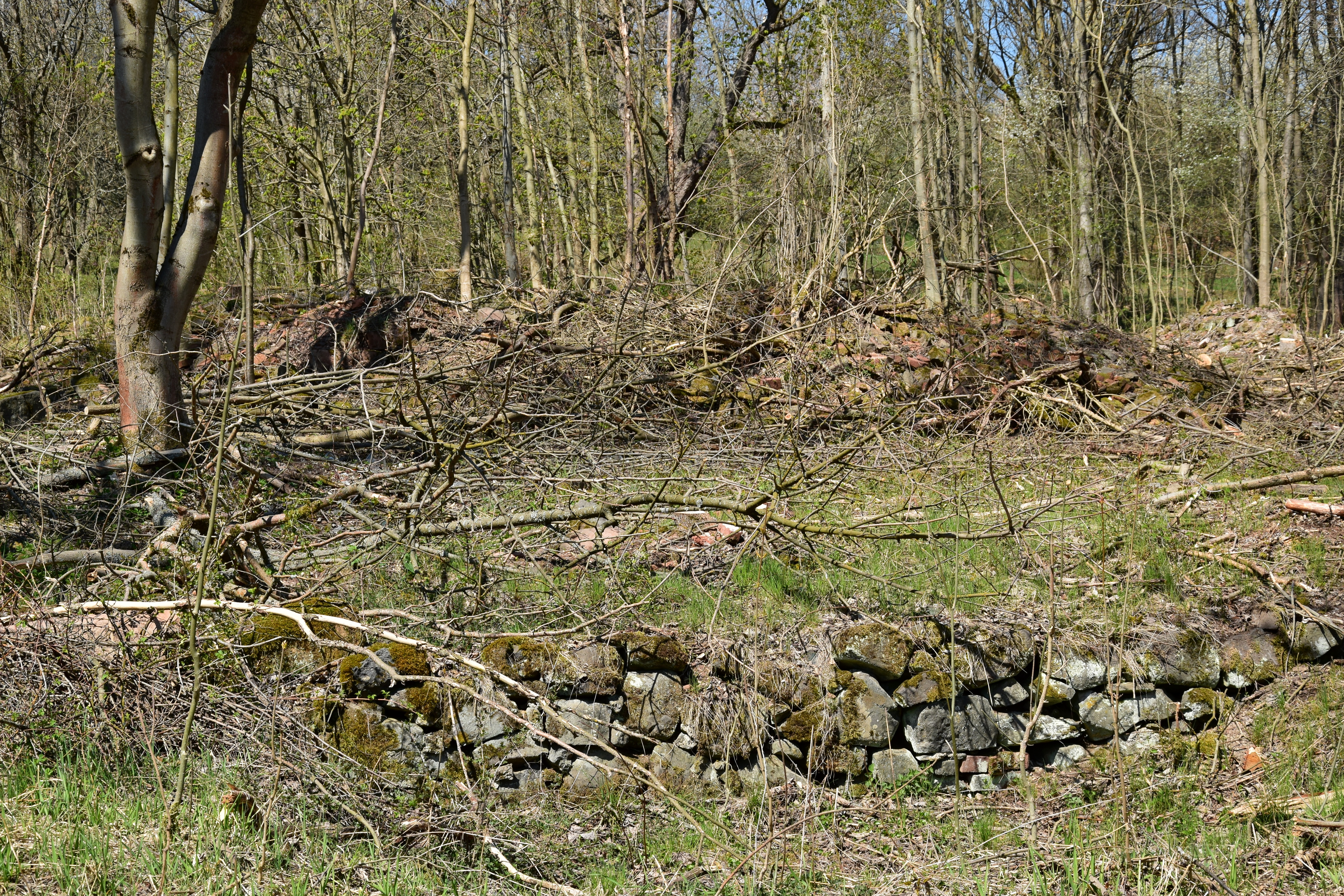
Zídka u cesty
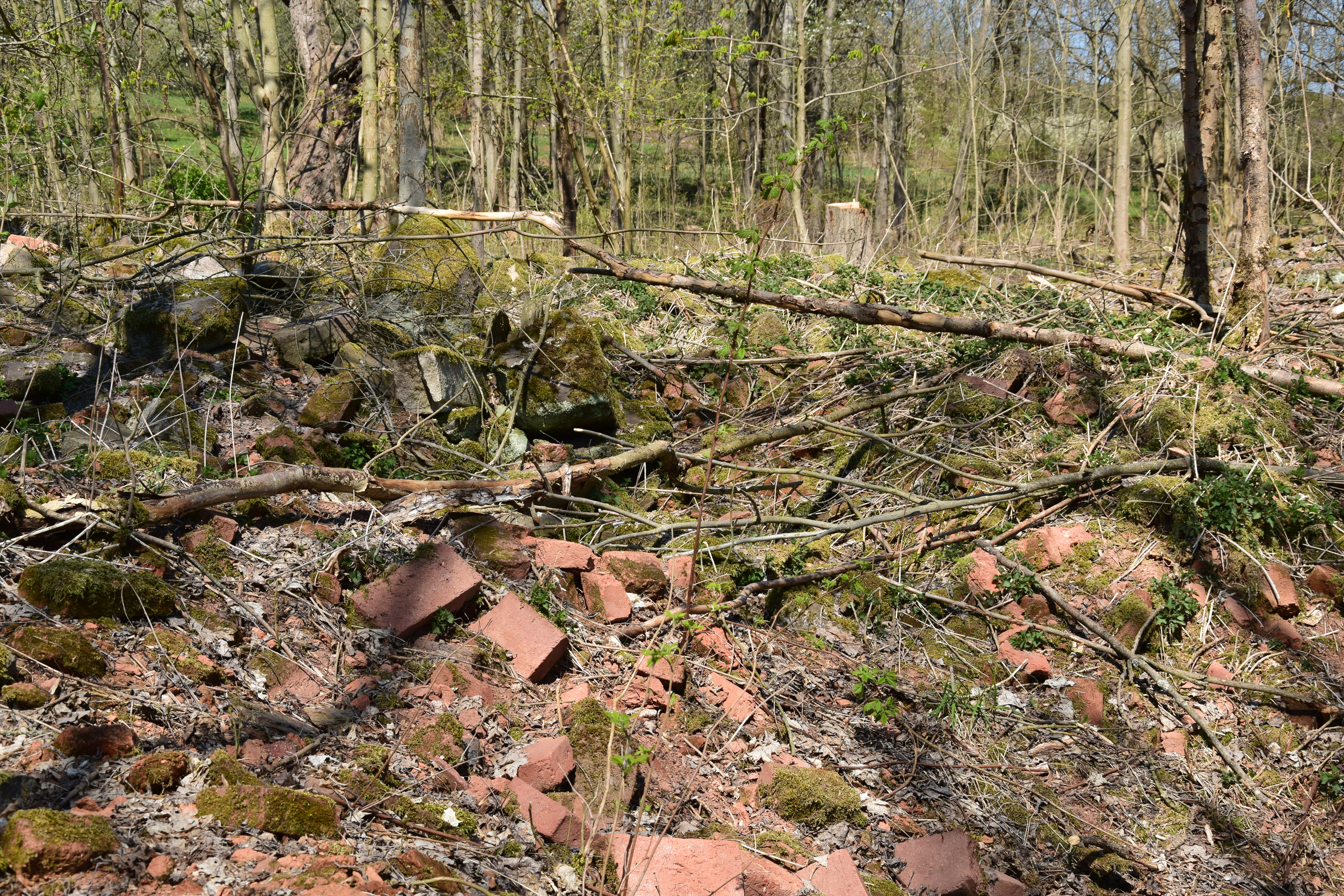
Sutiny jednoho z domů
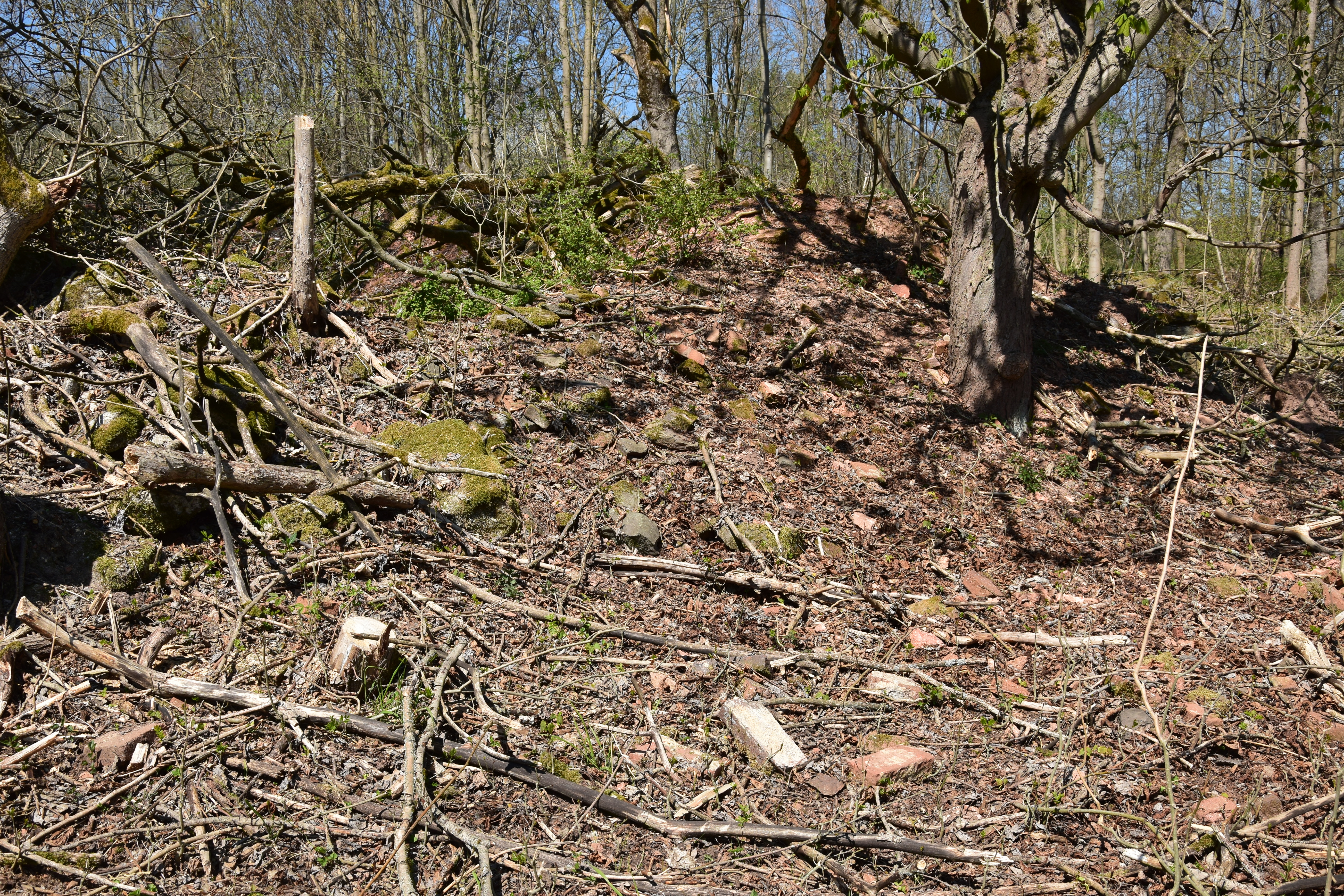
Zříceniny domu
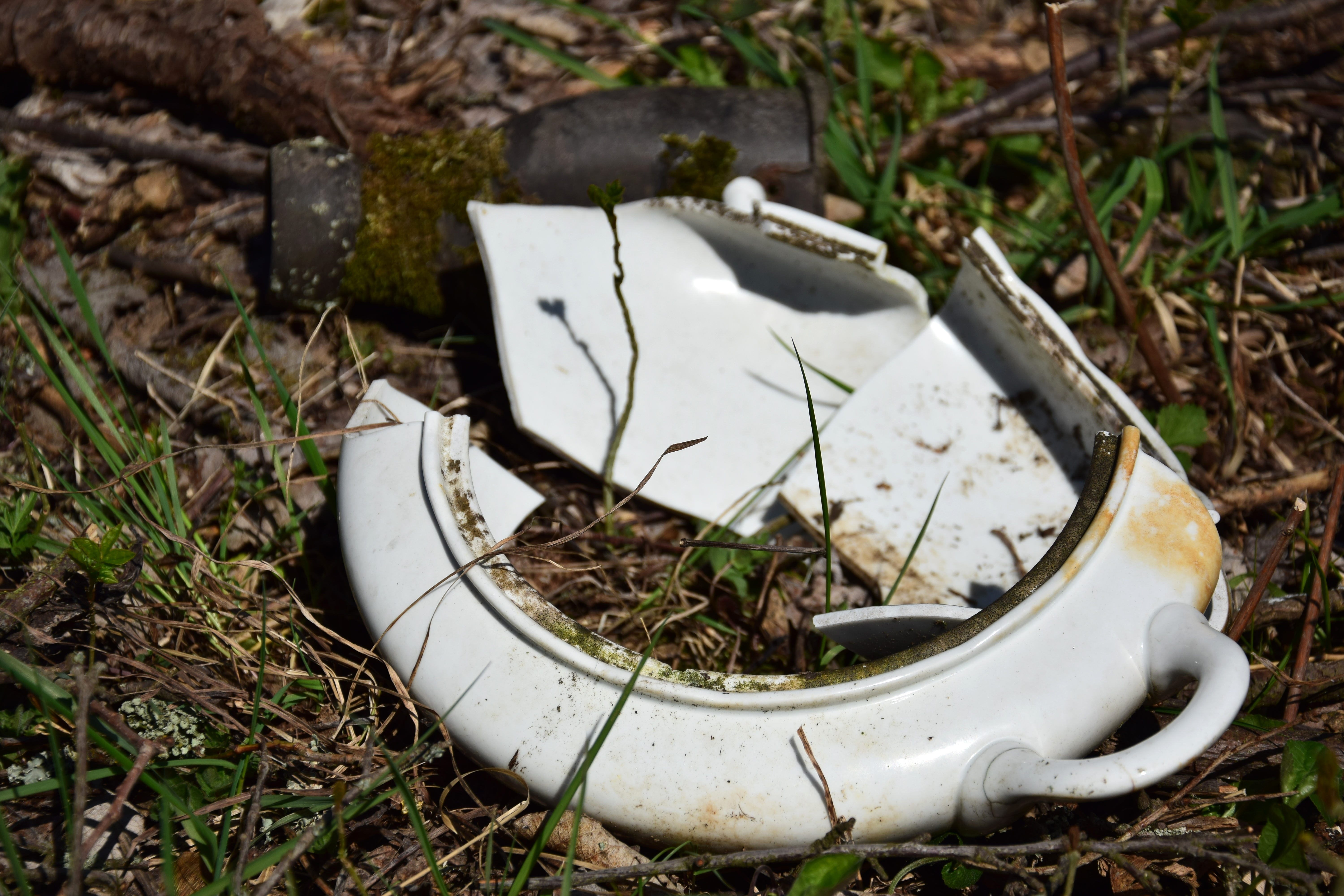
Střepy rozbité mísy